# 라이베리아 축구 국가대표팀
라이베리아 축구 국가대표팀(영어: Liberia national football team)은 라이베리아를 대표하는 축구 국가대표팀으로 라이베리아 축구 협회에서 관리하며 아프리카 축구 최약체 팀 중 하나로 손꼽힌다. 1954년 아비장에서 열린 코트디부아르와의 원정 친선 경기에서 국제 A매치 데뷔 전을 치렀으며 홈 구장으로는 새뮤얼 캐니언 도 스포츠 스타디움을 사용하고 있다. 그리고 라이베리아는 FIFA 올해의 선수에 선정된 적이 있는 조지 웨아 전 라이베리아 대통령이 소속되어 있던 팀이기도 하다.

## 국제 대회 경력

### FIFA 월드컵
현재까지 월드컵 본선 기록은 전무하며 그나마 2002년 FIFA 월드컵 아프리카 지역 예선 1라운드에서 차드를 상대로 1승 1무의 전적으로 최종 예선에 오르며 월드컵 지역 예선 최고 성적을 거두었지만 최종 예선에서 나이지리아에 밀려 조 2위로 아쉽게 본선 진출을 이뤄내지 못했다.

### 아프리카 네이션스컵
아프리카 네이션스컵 본선에는 2번 출전하여 2번 모두 조별리그에서 탈락했고 그나마 1996년 대회에서 가봉을 2-1로 꺾고 아프리카 네이션스컵 본선 사상 첫 승을 기록했지만 2002년 대회 이후에는 단 한번도 본선에 오르지 못하고 있다.

## 기타 국제 대회 경력
서아프리카 네이션스컵과 세데아오컵에서는 각각 1번씩 준우승을 차지하면서 두 대회 모두 모든 국제 대회를 통틀어 역대 최고 성적을 거두었다.

## FIFA 월드컵 (본선)
| 년도   | 결과      | 순위      | 경기      | 승        | 무*       | 패        | 득점      | 실점      | 승점      |
| ------ | --------- | --------- | --------- | --------- | --------- | --------- | --------- | --------- | --------- |
| 1930년 | 비회원국  | 비회원국  | 비회원국  | 비회원국  | 비회원국  | 비회원국  | 비회원국  | 비회원국  | 비회원국  |
| 1934년 | 비회원국  | 비회원국  | 비회원국  | 비회원국  | 비회원국  | 비회원국  | 비회원국  | 비회원국  | 비회원국  |
| 1938년 | 비회원국  | 비회원국  | 비회원국  | 비회원국  | 비회원국  | 비회원국  | 비회원국  | 비회원국  | 비회원국  |
| 1950년 | 비회원국  | 비회원국  | 비회원국  | 비회원국  | 비회원국  | 비회원국  | 비회원국  | 비회원국  | 비회원국  |
| 1954년 | 비회원국  | 비회원국  | 비회원국  | 비회원국  | 비회원국  | 비회원국  | 비회원국  | 비회원국  | 비회원국  |
| 1958년 | 비회원국  | 비회원국  | 비회원국  | 비회원국  | 비회원국  | 비회원국  | 비회원국  | 비회원국  | 비회원국  |
| 1962년 | 비회원국  | 비회원국  | 비회원국  | 비회원국  | 비회원국  | 비회원국  | 비회원국  | 비회원국  | 비회원국  |
| 1966년 | 기권      | 기권      | 기권      | 기권      | 기권      | 기권      | 기권      | 기권      | 기권      |
| 1970년 | 불참      | 불참      | 불참      | 불참      | 불참      | 불참      | 불참      | 불참      | 불참      |
| 1974년 | 불참      | 불참      | 불참      | 불참      | 불참      | 불참      | 불참      | 불참      | 불참      |
| 1978년 | 불참      | 불참      | 불참      | 불참      | 불참      | 불참      | 불참      | 불참      | 불참      |
| 1982년 | 예선 탈락 | 예선 탈락 | 예선 탈락 | 예선 탈락 | 예선 탈락 | 예선 탈락 | 예선 탈락 | 예선 탈락 | 예선 탈락 |
| 1986년 | 예선 탈락 | 예선 탈락 | 예선 탈락 | 예선 탈락 | 예선 탈락 | 예선 탈락 | 예선 탈락 | 예선 탈락 | 예선 탈락 |
| 1990년 | 예선 탈락 | 예선 탈락 | 예선 탈락 | 예선 탈락 | 예선 탈락 | 예선 탈락 | 예선 탈락 | 예선 탈락 | 예선 탈락 |
| 1994년 | 기권      | 기권      | 기권      | 기권      | 기권      | 기권      | 기권      | 기권      | 기권      |
| 1998년 | 예선 탈락 | 예선 탈락 | 예선 탈락 | 예선 탈락 | 예선 탈락 | 예선 탈락 | 예선 탈락 | 예선 탈락 | 예선 탈락 |
| 2002년 | 예선 탈락 | 예선 탈락 | 예선 탈락 | 예선 탈락 | 예선 탈락 | 예선 탈락 | 예선 탈락 | 예선 탈락 | 예선 탈락 |
| 2006년 | 예선 탈락 | 예선 탈락 | 예선 탈락 | 예선 탈락 | 예선 탈락 | 예선 탈락 | 예선 탈락 | 예선 탈락 | 예선 탈락 |
| 2010년 | 예선 탈락 | 예선 탈락 | 예선 탈락 | 예선 탈락 | 예선 탈락 | 예선 탈락 | 예선 탈락 | 예선 탈락 | 예선 탈락 |
| 2014년 | 예선 탈락 | 예선 탈락 | 예선 탈락 | 예선 탈락 | 예선 탈락 | 예선 탈락 | 예선 탈락 | 예선 탈락 | 예선 탈락 |
| 2018년 | 예선 탈락 | 예선 탈락 | 예선 탈락 | 예선 탈락 | 예선 탈락 | 예선 탈락 | 예선 탈락 | 예선 탈락 | 예선 탈락 |
| 합계   |           |           |           |           |           |           |           |           |           |

### FIFA 월드컵 (예선)
| 1930년 | 비회원국                                      | 비회원국                                      | 비회원국                                      | 비회원국                                      | 비회원국                                      | 비회원국                                      | 비회원국                                      |                                               |                                               |
| 1934년 | 비회원국                                      | 비회원국                                      | 비회원국                                      | 비회원국                                      | 비회원국                                      | 비회원국                                      | 비회원국                                      |                                               |                                               |
| 1938년 | 비회원국                                      | 비회원국                                      | 비회원국                                      | 비회원국                                      | 비회원국                                      | 비회원국                                      | 비회원국                                      |                                               |                                               |
| 1950년 | 비회원국                                      | 비회원국                                      | 비회원국                                      | 비회원국                                      | 비회원국                                      | 비회원국                                      | 비회원국                                      |                                               |                                               |
| 1954년 | 비회원국                                      | 비회원국                                      | 비회원국                                      | 비회원국                                      | 비회원국                                      | 비회원국                                      | 비회원국                                      |                                               |                                               |
| 1958년 | 비회원국                                      | 비회원국                                      | 비회원국                                      | 비회원국                                      | 비회원국                                      | 비회원국                                      | 비회원국                                      |                                               |                                               |
| 1962년 | 비회원국                                      | 비회원국                                      | 비회원국                                      | 비회원국                                      | 비회원국                                      | 비회원국                                      | 비회원국                                      |                                               |                                               |
| 1966년 | 기권                                          | 기권                                          | 기권                                          | 기권                                          | 기권                                          | 기권                                          | 기권                                          |                                               |                                               |
| 1970년 | 불참                                          | 불참                                          | 불참                                          | 불참                                          | 불참                                          | 불참                                          | 불참                                          |                                               |                                               |
| 1974년 | 불참                                          | 불참                                          | 불참                                          | 불참                                          | 불참                                          | 불참                                          | 불참                                          |                                               |                                               |
| 1978년 | 불참                                          | 불참                                          | 불참                                          | 불참                                          | 불참                                          | 불참                                          | 불참                                          |                                               |                                               |
| 1982년 | 2                                             | 0                                             | 1                                             | 1                                             | 0                                             | 1                                             | 1                                             |                                               |                                               |
| 1986년 | 2                                             | 0                                             | 0                                             | 2                                             | 0                                             | 4                                             | 0                                             |                                               |                                               |
| 1990년 | 8                                             | 3                                             | 3                                             | 2                                             | 4                                             | 3                                             | 12                                            |                                               |                                               |
| 1994년 | 기권                                          | 기권                                          | 기권                                          | 기권                                          | 기권                                          | 기권                                          | 기권                                          |                                               |                                               |
| 1998년 | 8                                             | 2                                             | 1                                             | 5                                             | 7                                             | 12                                            | 7                                             |                                               |                                               |
| 2002년 | 10                                            | 6                                             | 1                                             | 3                                             | 11                                            | 8                                             | 19                                            |                                               |                                               |
| 2006년 | 12                                            | 2                                             | 1                                             | 9                                             | 6                                             | 29                                            | 7                                             |                                               |                                               |
| 2010년 | 6                                             | 0                                             | 3                                             | 3                                             | 4                                             | 12                                            | 3                                             |                                               |                                               |
| 2014년 | 6                                             | 1                                             | 1                                             | 4                                             | 3                                             | 9                                             | 4                                             |                                               |                                               |
| 2018년 | 4                                             | 1                                             | 1                                             | 2                                             | 4                                             | 6                                             | 4                                             |                                               |                                               |
| 합계   | 58                                            | 15                                            | 12                                            | 31                                            | 39                                            | 84                                            | 57                                            |                                               |                                               |
| 순위   | 월드컵 예선 승점 순위 : 114위 (아프리카 24위) | 월드컵 예선 승점 순위 : 114위 (아프리카 24위) | 월드컵 예선 승점 순위 : 114위 (아프리카 24위) | 월드컵 예선 승점 순위 : 114위 (아프리카 24위) | 월드컵 예선 승점 순위 : 114위 (아프리카 24위) | 월드컵 예선 승점 순위 : 114위 (아프리카 24위) | 월드컵 예선 승점 순위 : 114위 (아프리카 24위) | 월드컵 예선 승점 순위 : 114위 (아프리카 24위) | 월드컵 예선 승점 순위 : 114위 (아프리카 24위) |

## 아프리카 네이션스컵(본선)
| 아프리카 네이션스컵 본선 기록 | 아프리카 네이션스컵 본선 기록        | 아프리카 네이션스컵 본선 기록        | 아프리카 네이션스컵 본선 기록        | 아프리카 네이션스컵 본선 기록        | 아프리카 네이션스컵 본선 기록        | 아프리카 네이션스컵 본선 기록        | 아프리카 네이션스컵 본선 기록        | 아프리카 네이션스컵 본선 기록        | 아프리카 네이션스컵 본선 기록        |
| 년도                          | 결과                                 | 순위                                 | 경기                                 | 승                                   | 무                                   | 패                                   | 득점                                 | 실점                                 | 승점                                 |
| ----------------------------- | ------------------------------------ | ------------------------------------ | ------------------------------------ | ------------------------------------ | ------------------------------------ | ------------------------------------ | ------------------------------------ | ------------------------------------ | ------------------------------------ |
| 1957년                        | 비회원국                             | 비회원국                             | 비회원국                             | 비회원국                             | 비회원국                             | 비회원국                             | 비회원국                             | 비회원국                             | 비회원국                             |
| 1959년                        | 비회원국                             | 비회원국                             | 비회원국                             | 비회원국                             | 비회원국                             | 비회원국                             | 비회원국                             | 비회원국                             | 비회원국                             |
| 1962년                        | 비회원국                             | 비회원국                             | 비회원국                             | 비회원국                             | 비회원국                             | 비회원국                             | 비회원국                             | 비회원국                             | 비회원국                             |
| 1963년                        | 불참                                 | 불참                                 | 불참                                 | 불참                                 | 불참                                 | 불참                                 | 불참                                 | 불참                                 | 불참                                 |
| 1965년                        | 예선 탈락                            | 예선 탈락                            | 예선 탈락                            | 예선 탈락                            | 예선 탈락                            | 예선 탈락                            | 예선 탈락                            | 예선 탈락                            | 예선 탈락                            |
| 1968년                        | 예선 탈락                            | 예선 탈락                            | 예선 탈락                            | 예선 탈락                            | 예선 탈락                            | 예선 탈락                            | 예선 탈락                            | 예선 탈락                            | 예선 탈락                            |
| 1970년                        | 불참                                 | 불참                                 | 불참                                 | 불참                                 | 불참                                 | 불참                                 | 불참                                 | 불참                                 | 불참                                 |
| 1972년                        | 불참                                 | 불참                                 | 불참                                 | 불참                                 | 불참                                 | 불참                                 | 불참                                 | 불참                                 | 불참                                 |
| 1974년                        | 불참                                 | 불참                                 | 불참                                 | 불참                                 | 불참                                 | 불참                                 | 불참                                 | 불참                                 | 불참                                 |
| 1976년                        | 예선 탈락                            | 예선 탈락                            | 예선 탈락                            | 예선 탈락                            | 예선 탈락                            | 예선 탈락                            | 예선 탈락                            | 예선 탈락                            | 예선 탈락                            |
| 1978년                        | 불참                                 | 불참                                 | 불참                                 | 불참                                 | 불참                                 | 불참                                 | 불참                                 | 불참                                 | 불참                                 |
| 1980년                        | 불참                                 | 불참                                 | 불참                                 | 불참                                 | 불참                                 | 불참                                 | 불참                                 | 불참                                 | 불참                                 |
| 1982년                        | 예선 탈락                            | 예선 탈락                            | 예선 탈락                            | 예선 탈락                            | 예선 탈락                            | 예선 탈락                            | 예선 탈락                            | 예선 탈락                            | 예선 탈락                            |
| 1984년                        | 기권                                 | 기권                                 | 기권                                 | 기권                                 | 기권                                 | 기권                                 | 기권                                 | 기권                                 | 기권                                 |
| 1986년                        | 예선 탈락                            | 예선 탈락                            | 예선 탈락                            | 예선 탈락                            | 예선 탈락                            | 예선 탈락                            | 예선 탈락                            | 예선 탈락                            | 예선 탈락                            |
| 1988년                        | 예선 탈락                            | 예선 탈락                            | 예선 탈락                            | 예선 탈락                            | 예선 탈락                            | 예선 탈락                            | 예선 탈락                            | 예선 탈락                            | 예선 탈락                            |
| 1990년                        | 예선 탈락                            | 예선 탈락                            | 예선 탈락                            | 예선 탈락                            | 예선 탈락                            | 예선 탈락                            | 예선 탈락                            | 예선 탈락                            | 예선 탈락                            |
| 1992년                        | 기권                                 | 기권                                 | 기권                                 | 기권                                 | 기권                                 | 기권                                 | 기권                                 | 기권                                 | 기권                                 |
| 1994년                        | 예선 탈락                            | 예선 탈락                            | 예선 탈락                            | 예선 탈락                            | 예선 탈락                            | 예선 탈락                            | 예선 탈락                            | 예선 탈락                            | 예선 탈락                            |
| 1996년                        | 조별리그                             | 10위                                 | 2                                    | 1                                    | 0                                    | 1                                    | 2                                    | 3                                    | 3                                    |
| 1998년                        | 예선 탈락                            | 예선 탈락                            | 예선 탈락                            | 예선 탈락                            | 예선 탈락                            | 예선 탈락                            | 예선 탈락                            | 예선 탈락                            | 예선 탈락                            |
| 2000년                        | 예선 탈락                            | 예선 탈락                            | 예선 탈락                            | 예선 탈락                            | 예선 탈락                            | 예선 탈락                            | 예선 탈락                            | 예선 탈락                            | 예선 탈락                            |
| 2002년                        | 조별리그                             | 10위                                 | 3                                    | 0                                    | 2                                    | 1                                    | 3                                    | 4                                    | 2                                    |
| 2004년                        | 예선 탈락                            | 예선 탈락                            | 예선 탈락                            | 예선 탈락                            | 예선 탈락                            | 예선 탈락                            | 예선 탈락                            | 예선 탈락                            | 예선 탈락                            |
| 2006년                        | 예선 탈락                            | 예선 탈락                            | 예선 탈락                            | 예선 탈락                            | 예선 탈락                            | 예선 탈락                            | 예선 탈락                            | 예선 탈락                            | 예선 탈락                            |
| 2008년                        | 예선 탈락                            | 예선 탈락                            | 예선 탈락                            | 예선 탈락                            | 예선 탈락                            | 예선 탈락                            | 예선 탈락                            | 예선 탈락                            | 예선 탈락                            |
| 2010년                        | 예선 탈락                            | 예선 탈락                            | 예선 탈락                            | 예선 탈락                            | 예선 탈락                            | 예선 탈락                            | 예선 탈락                            | 예선 탈락                            | 예선 탈락                            |
| 2012년                        | 예선 탈락                            | 예선 탈락                            | 예선 탈락                            | 예선 탈락                            | 예선 탈락                            | 예선 탈락                            | 예선 탈락                            | 예선 탈락                            | 예선 탈락                            |
| 2013년                        | 예선 탈락                            | 예선 탈락                            | 예선 탈락                            | 예선 탈락                            | 예선 탈락                            | 예선 탈락                            | 예선 탈락                            | 예선 탈락                            | 예선 탈락                            |
| 2015년                        | 예선 탈락                            | 예선 탈락                            | 예선 탈락                            | 예선 탈락                            | 예선 탈락                            | 예선 탈락                            | 예선 탈락                            | 예선 탈락                            | 예선 탈락                            |
| 2017년                        | 예선 탈락                            | 예선 탈락                            | 예선 탈락                            | 예선 탈락                            | 예선 탈락                            | 예선 탈락                            | 예선 탈락                            | 예선 탈락                            | 예선 탈락                            |
| 2019년                        | 예선 탈락                            | 예선 탈락                            | 예선 탈락                            | 예선 탈락                            | 예선 탈락                            | 예선 탈락                            | 예선 탈락                            | 예선 탈락                            | 예선 탈락                            |
| 2021년                        | 예선 탈락                            | 예선 탈락                            | 예선 탈락                            | 예선 탈락                            | 예선 탈락                            | 예선 탈락                            | 예선 탈락                            | 예선 탈락                            | 예선 탈락                            |
| 총계                          | 2회 진출(2/33)                       | 조별리그(2회)                        | 5                                    | 1                                    | 2                                    | 2                                    | 5                                    | 7                                    | 5                                    |
| 순위                          | 아프리카 네이션스컵 역대 순위 : 28위 | 아프리카 네이션스컵 역대 순위 : 28위 | 아프리카 네이션스컵 역대 순위 : 28위 | 아프리카 네이션스컵 역대 순위 : 28위 | 아프리카 네이션스컵 역대 순위 : 28위 | 아프리카 네이션스컵 역대 순위 : 28위 | 아프리카 네이션스컵 역대 순위 : 28위 | 아프리카 네이션스컵 역대 순위 : 28위 | 아프리카 네이션스컵 역대 순위 : 28위 |

### 아프리카 네이션스컵(예선)
| 아프리카 네이션스컵 예선 기록 | 아프리카 네이션스컵 예선 기록 | 아프리카 네이션스컵 예선 기록 | 아프리카 네이션스컵 예선 기록 | 아프리카 네이션스컵 예선 기록 | 아프리카 네이션스컵 예선 기록 | 아프리카 네이션스컵 예선 기록 | 아프리카 네이션스컵 예선 기록 |
| 년도                          | 경기                          | 승                            | 무*                           | 패                            | 득점                          | 실점                          | 승점                          |
| ----------------------------- | ----------------------------- | ----------------------------- | ----------------------------- | ----------------------------- | ----------------------------- | ----------------------------- | ----------------------------- |
| 1957년                        | 비회원국                      | 비회원국                      | 비회원국                      | 비회원국                      | 비회원국                      | 비회원국                      | 비회원국                      |
| 1959년                        | 비회원국                      | 비회원국                      | 비회원국                      | 비회원국                      | 비회원국                      | 비회원국                      | 비회원국                      |
| 1962년                        | 비회원국                      | 비회원국                      | 비회원국                      | 비회원국                      | 비회원국                      | 비회원국                      | 비회원국                      |
| 1963년                        | 불참                          | 불참                          | 불참                          | 불참                          | 불참                          | 불참                          | 불참                          |
| 1965년                        | 3                             | 1                             | 0                             | 2                             | 4                             | 5                             | 3                             |
| 1968년                        | 4                             | 0                             | 2                             | 2                             | 4                             | 10                            | 2                             |
| 1970년                        | 불참                          | 불참                          | 불참                          | 불참                          | 불참                          | 불참                          | 불참                          |
| 1972년                        | 불참                          | 불참                          | 불참                          | 불참                          | 불참                          | 불참                          | 불참                          |
| 1974년                        | 불참                          | 불참                          | 불참                          | 불참                          | 불참                          | 불참                          | 불참                          |
| 1976년                        | 2                             | 0                             | 0                             | 2                             | 0                             | 3                             | 0                             |
| 1978년                        | 불참                          | 불참                          | 불참                          | 불참                          | 불참                          | 불참                          | 불참                          |
| 1980년                        | 불참                          | 불참                          | 불참                          | 불참                          | 불참                          | 불참                          | 불참                          |
| 1982년                        | 4                             | 0                             | 2                             | 2                             | 2                             | 9                             | 2                             |
| 1984년                        | 기권                          | 기권                          | 기권                          | 기권                          | 기권                          | 기권                          | 기권                          |
| 1986년                        | 2                             | 1                             | 0                             | 1                             | 3                             | 4                             | 3                             |
| 1988년                        | 2                             | 0                             | 1                             | 1                             | 2                             | 3                             | 1                             |
| 1990년                        | 2                             | 0                             | 0                             | 2                             | 0                             | 4                             | 0                             |
| 1992년                        | 기권                          | 기권                          | 기권                          | 기권                          | 기권                          | 기권                          | 기권                          |
| 1994년                        | 2                             | 0                             | 0                             | 2                             | 0                             | 3                             | 0                             |
| 1996년                        | 8                             | 3                             | 4                             | 1                             | 6                             | 5                             | 13                            |
| 1998년                        | 6                             | 2                             | 2                             | 2                             | 5                             | 8                             | 8                             |
| 2000년                        | 8                             | 3                             | 1                             | 4                             | 11                            | 12                            | 10                            |
| 2002년                        | 8                             | 5                             | 1                             | 2                             | 17                            | 5                             | 16                            |
| 2004년                        | 6                             | 2                             | 0                             | 4                             | 3                             | 7                             | 6                             |
| 2006년                        | 12                            | 2                             | 1                             | 9                             | 6                             | 29                            | 7                             |
| 2008년                        | 6                             | 1                             | 1                             | 4                             | 6                             | 13                            | 4                             |
| 2010년                        | 6                             | 0                             | 3                             | 3                             | 4                             | 12                            | 3                             |
| 2012년                        | 6                             | 1                             | 2                             | 3                             | 7                             | 12                            | 5                             |
| 2013년                        | 4                             | 1                             | 2                             | 1                             | 4                             | 8                             | 5                             |
| 2015년                        | 2                             | 1                             | 0                             | 1                             | 1                             | 2                             | 3                             |
| 2017년                        | 6                             | 3                             | 1                             | 2                             | 11                            | 8                             | 10                            |
| 2019년                        | 6                             | 2                             | 1                             | 3                             | 5                             | 9                             | 7                             |
| 2021년                        | 2                             | 0                             | 2                             | 0                             | 1                             | 1                             | 3                             |
| 합계                          | 107                           | 29                            | 24                            | 54                            | 102                           | 172                           | 111                           |

## 주요 선수
- 테아 데니스 주니어
- 앤서니 래포어
- 샘 존슨
- 토니아 티스델
- 윌리엄 제보어
- 조얼 존슨
- 오스카 돌리

## 역대 감독
| 감독              | 임기        |
| ----------------- | ----------- |
| 비치케이 베르털런 | 2010 ~ 2011 |